# Force the Hand of Chance
Force the Hand of Chance är den engelska gruppen Psychic TV:s debutskiva från 1982. Skivan är centrerad kring de tre grundande medlemmarnas bidrag, och musiken kan beskrivas som post-punk eller psykedelisk rock, med inslag av barockpop och, på "Terminus", industrimusik. Marc Almond från Soft Cell medverkar på spåren "Stolen Kisses" och "Guiltless". 

## Låtlista
Sida A:
1. "Just Drifting"
2. "Terminus"
3. "Stolen Kisses"
4. "Caresse"

Sida B:
1. "Guiltless"
2. "No Go Go"
3. "Ov Power"
4. "Message From the Temple"